# Newsroom (serial telewizyjny)
Newsroom (The Newsroom) – amerykański serial telewizyjny nadawany przez stację HBO od 24 czerwca 2012 do 14 grudnia 2014. Produkcja obejmuje 25 odcinków w ramach trzech sezonów. Akcja koncentruje się na pracy newsroomu telewizji kablowej Atlantis Cable News (ACN).

## Obsada
Główna obsada
- Jeff Daniels jako Will McAvoy
- Emily Mortimer jako MacKenzie McHale
- John Gallagher Jr. jako James „Jim” Harper
- Alison Pill jako Margaret „Maggie” Jordan
- Thomas Sadoski jako Don Keefer
- Dev Patel jako Neal Sampat
- Olivia Munn jako Sloan Sabbith
- Sam Waterston jako Charlie Skinner

Role drugoplanowe i gościnne
- Jane Fonda jako Leona Lansing
- Chris Messina jako Reese Lansing
- David Harbour jako Elliot Hirsch
- Marcia Gay Harden jako Rebecca Halliday
- Hope Davis jako Nina Howard
- Terry Crews jako Lonny Church
- David Krumholtz jako Jacob Habib
- Paul Schneider jako Brian Benner
- Hamish Linklater jako Jerry Dantana
- Adina Porter jako Kendra James
- Grace Gummer jako Hallie Shea
- Constance Zimmer jako Taylor Warren
- B.J. Novak jako Lucas Pruit
- Mary McCormack jako Molly
- Clea DuVall jako Lily
- Jimmi Simpson jako Jack Spaniel

## Nagrody

### Emmy
2013
- Emmy - Najlepszy aktor w serialu dramatycznym  Jeff Daniels

### Amerykańskie Stowarzyszenie Montażystów
2013
- Eddie - Najlepszy montaż godzinnego serialu telewizyjnego dla telewizji niekomercyjnej  Anne McCabe - za odcinek “We Just Decided To”

### Critics’ Choice Television
2013
- Critics’ Choice Television - Najlepszy występ gościnny w serialu dramatycznym  Jane Fonda

### Złote Szpule
2013
- Złota Szpula - Najlepszy montaż dźwięku w odcinku serialu - dialogi i technika ADR  - za odcinek "Amen"[1]